# Anna Maria Chiavacci Leonardi
Anna Maria Chiavacci Leonardi (Camerino, 1927. szeptember 22. – Firenze, 2014. április 7.) olasz filológus.

## Élete
Gaetano Chiavacci filozófus lánya volt, Giuseppe De Robertis keze alatt végzett a Firenzei Egyetemen, a Paradicsomról szóló szakdolgozatával. Miután feleségül ment a latinista Claudio Leonardihoz, felvette annak családi nevét, hozzáadva a sajátjához.
Először középiskolai tanár, majd a Középkor Olasz Történeti Intézetének munkatársa volt 1972-től nyugdíjazásáig a Sienai Egyetem arezzói kampuszán a Dante-filológia és -kritika professzora volt.
Dante Alighieri műveinek referenciatudósa, hírnevét különösen az Isteni színjátékhoz írt megjegyzéseinek köszönheti, amely mind a szakmai (I Meridiani Arnoldo Mondadori Editore, 1991–97), mind az iskolai közönségnek (Zanichelli, 1999–2001) szól, valamint számos Dante-témájú könyvének és szakdolgozatának.
Munkásságát Feltrinelli-díjjal jutalmazták.
2014-ben halt meg, négy évvel azután, hogy megözvegyült férjétől, Claudio Leonarditól, aki a középkori latin irodalom tanulmányozására szakosodott olasz történész és latinista volt.

## Művei
- Az irgalmasság háborúja. Esszé Dante Infernójának értelmezéséhez (1. 9)
- A Boldogságok és a Purgatórium költői szerkezete (1984)
- Dante és Vergilius: Az ember sorsának európai képe (1984)
- A „fehér stólák” és a feltámadás témája a Színjátékban (1988)
- Dante Alighieri; Az isteni színjáték (kommentár a kritikai kiadáshoz). Arnoldo Mondadori kiadó. 1997)
- A száműzetés bibliai alakja az Isteni színjátékban (2001).

## Fordítás
- Ez a szócikk részben vagy egészben  az   Anna Maria Chiavacci Leonardi című olasz Wikipédia-szócikk ezen változatának fordításán alapul.  Az eredeti cikk szerkesztőit annak laptörténete sorolja fel. Ez a jelzés csupán a megfogalmazás eredetét és a szerzői jogokat jelzi, nem szolgál a cikkben szereplő információk forrásmegjelöléseként.